# ナンデモ特命係 発見らくちゃく!
『ナンデモ特命係 発見らくちゃく!』（ナンデモとくめいがかり はっけんらくちゃく）は、2011年7月8日（7日深夜）から福岡放送（FBS）で放送されているローカルバラエティ番組。

## 概要
「あなたの願い叶えます！」というキャッチフレーズのもと、FBS本社にある「ナンデモ特命係」という架空の部署が、通常のFBSのレギュラー番組では取り扱うことのできない福岡県民（依頼によっては山口も可）の個人的な悩みや願いを「テレビの力」で解決していく視聴者参加型のバラエティ番組。
本作に寄せられた依頼をモチーフとしたドラマ『天国からのラブソング』が、2020年3月15日の15:00 - 16:55に福岡放送で放送され、本番組のMCである斉藤優も本人役で出演した。

## 放送時間
※制作局である福岡放送を基準とする。
| 期間           | 期間           | 放送時間                     |
| -------------- | -------------- | ---------------------------- |
| 2011年07月08日 | 2012年09月28日 | 金曜 0:38 - 1:08（木曜深夜） |
| 2012年10月09日 | 2013年09月24日 | 火曜 0:53 - 1:23（月曜深夜） |
| 2013年10月01日 | 2024年03月25日 | 火曜 0:54 - 1:24（月曜深夜） |
| 2024年04月07日 | 現在           | 日曜 23:25 - 23:55           |

## 出演者
斉藤優（パラシュート部隊）
普段コンビの時にはボケ役だが、この番組では一般人へのツッコミとしての立ち位置で出演している。

### 過去の出演者
香月亜耶乃
「かつきの部屋」というイレギュラーの冠ミニコーナーを持つ。
天狗係長
ナンデモ特命係の係長。天狗のお面をかぶっている。

## スタッフ
- 企画演出：藤谷拓稔
- カメラ：岸田健史
- 音声：三宮克己
- EED：志村将次
- MA：豊増泰之
- 音効：高田巳年男
- タイトル：鈴木耕平
- ディレクター：新原裕樹・古田進・轟木洋志
- プロデューサー：松尾嘉典
- 制作：FBS福岡放送

## 放送局
2025年4月現在
| 放送対象地域                   | 放送局                  | 系列           | 放送曜日および放送時間                        | 備考       |
| ------------------------------ | ----------------------- | -------------- | --------------------------------------------- | ---------- |
| 福岡県                         | 福岡放送（FBS）         | 日本テレビ系列 | 日曜 23:25 - 23:55                            | 制作局     |
| 北海道                         | 札幌テレビ放送（STV）   | 日本テレビ系列 | 月曜 1:30 - 2:00                              | 遅れネット |
| 中京広域圏                     | 中京テレビ (CTV)        | 日本テレビ系列 | 金曜 1:04 - 1:34                              | 遅れネット |
| 山口県                         | 山口放送（KRY）         | 日本テレビ系列 | 火曜 1:24 - 1:54                              | 遅れネット |
| 長崎県                         | 長崎国際テレビ（NIB）   | 日本テレビ系列 | 木曜 0:59 - 1:29                              | 遅れネット |
| 熊本県                         | 熊本県民テレビ (KKT)    | 日本テレビ系列 | 火曜 1:29 - 1:59                              | 遅れネット |
| 鹿児島県                       | 鹿児島讀賣テレビ（KYT） | 日本テレビ系列 | 金曜 1:34 - 2:04                              | 遅れネット |
| 日本全国                       | 歌謡ポップスチャンネル  | スカパー!他    | 水曜 1:30 - 2:00 （インターローカルアワー枠） | 遅れネット |
| ハワイ州などアメリカ合衆国各地 | Nippon Golden Network   |                | 随時変動                                      | 遅れネット |

## 関連商品
| タイトル                            | 発売日        | 規格         | 備考 |
| ----------------------------------- | ------------- | ------------ | --- |
| ナンデモ特命係発見らくちゃく！Vol.1 | 2017年4月25日 | DVD（2枚組） | - Disc1に「名物キャラ 直也&稗田が爆誕!（未公開シーンを含む）」、Disc2に「必見!!伝説の名作集」を収録 - 特典映像:完全撮り下ろし!「危険な飲み会」 - 発見らくちゃく!特製・斉藤優の名言スタンプシール付（初回生産限定） |

## 補足
- 『探偵!ナイトスクープ』に似た番組形態だが、スタジオは存在せず、VTRだけの放送形態である。
- TVerで見逃し配信が行われている。（直近3回分を配信）